# Trì Thượng

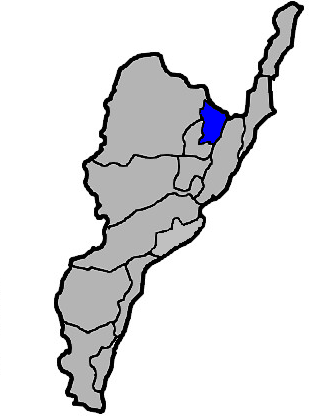
Vị trí tại Đài Đông

Trì Thượng (tiếng Trung: 池上鄉; bính âm: Chíshàng Xiāng) là một hương (xã) của huyện Đài Đông, tỉnh Đài Loan, Trung Hoa Dân Quốc (Đài Loan). Hương nằm trong thung lũng Hoa Đông thuộc phía nam dãy núi Trung ương, nền kinh tế dựa trên lĩnh vực nông nghiệp. Diện tích của Trì Thượng là 82,6854 km², dân số vào tháng 8 năm 2011 là 9.037 người thuộc 3.257 hộ gia đình, mật độ cư trú đạt 109,3 người/km².